# Табор, Джоан
Мэ́рилин Джоа́н Та́бор (англ. Marilyn Joan Tabor; 16 сентября 1932, Су-Фолс, Южная Дакота, США — 18 декабря 1968, Беверли-Хиллз, Калифорния, США) — американская актриса.

## Биография
Мэрилин Джоан Табор родилась 16 сентября 1932 года в Су-Фолсе (штат Южная Дакота, США).

## Карьера
В 1957—1964 года Джоан сыграла в 28-ми фильмах и телесериалах.

## Личная жизнь
В 1953—1956 года Джоан была замужем за Дэвидом Голдом. В этом браке Табор родила своего единственного ребёнка — дочь Лорен Ф. Голд (род. 01.05.1954).
В 1962—1967 года Джоан была замужем за Бродериком Кроуфордом (1911—1986).

## Смерть
37-летняя Джоан умерла 18 декабря 1968 года от передозировки лекарств, которыми она лечилась от гриппа в Беверли-Хиллз (штат Калифорния, США). Табор была похоронена на «Woodlawn Cemetery» в своём родном городе Су-Фолсе.

## Избранная фильмография
| Год       |   | Русское название | Оригинальное название | Роль                                               |
| --------- | - | ---------------- | --------------------- | -------------------------------------------------- |
| 1958—1959 | с | Перри Мейсон     | Perry Mason           | Эвелин Уитинг Картер/Хелен Бинам/Вирджиния Колфэкс |